# Золотой скальпель
Национа́льная ветерина́рная пре́мия «Золото́й ска́льпель» — высшая награда российского ветеринарного сообщества, ежегодно присуждаемая за особые достижения в области ветеринарной медицины. Считается самой престижной ветеринарной премией России.
Учредителем приза является Ассоциация практикующих ветеринарных врачей России.
Впервые «Золотой скальпель» был вручён в 1998 году.

## Награждение
Номинанты и лауреаты выбираются титулованным жюри, награды вручаются в восьми номинациях:
- Первая номинация — «За научный вклад в развитие ветеринарной медицины».
- Вторая номинация — «За безупречное служение профессии». Приз вручается за многолетнее, преданное служение своей специальности, воспитание и передачу опыта новой плеяде врачей, за вклад в развитие ветеринарной медицины страны.
- Третья номинация — «За профессионализм». Вручается специалистам, преданным профессии и достигшим высочайших результатов в своей ветеринарной деятельности.
- Четвёртая номинация — «Лектор года». Вручается лекторам Ассоциации практикующих ветеринарных врачей, а также преподавателям российских ветеринарных вузов и научно-исследовательских организаций.
- Пятая номинация — «Клиника года». Вручается коллективам ветеринарных клиник за профессионализм и репутацию.
- Шестая номинация — «За популяризацию профессии ветеринарного врача». Приз вручается журналистам, коллективам и печатным изданиям, ветеринарным врачам, вносящим большой вклад в популяризацию профессии ветеринарного врача.
- Седьмая номинация — «Уездный доктор».
- Восьмая номинация — «За преданность профессии».

При этом, премия в отдельных номинациях по решению жюри может и не быть вручена.
Статуэтка «скальпеля» была создана известным скульптором Андреем Наличем. Сама статуэтка отливается из бронзы, а в её основании находится натуральный камень.
Вместе со статуэткой «Золотого скальпеля» победителям вручается нагрудный знак с изображением обвитого лентой ланцета, каждому знаку присвоен индивидуальный номер.
Лауреаты объявляются во время торжественной церемонии в рамках Московского международного ветеринарного конгресса — крупнейшего российского мероприятия в области ветеринарной медицины.

## Номинации и лауреаты
Лауреатами премии могут стать как отдельные специалисты в области ветеринарии, так и организации.
По данным на 2015 год, за всю историю премии было награждено более 70 специалистов. Только в 2003 году было подано более 100 заявок на участие в конкурсе.
Ниже приводится список победителей в Первой номинации — за научный вклад в развитие ветеринарной медицины:
| Год       | Победитель                                                                                                |
| 2019      | Альберт Анатольевич Ризванов                                                                              |
| 2016-2018 | нет |
| 2015      | Владимир Васильевич Карташёв                                                                              |
| 2014      | нет |
| 2013      | Александр Николаевич Панин                                                                                |
| 2012      | Константиновский Александр Андреевич                                                                      |
| 2011      | Всероссийский государственный центр качества и стандартизации лекарственных средств для животных и кормов |
| 2010      | Fernando Lorenzo Simón Martín (Испания)                                                                   |
| 2009      | Татьяна Владимировна Катасонова                                                                           |
| 2008      | Всероссийский Научно-Исследовательский Институт Экспериментальной Ветеринарии им. Я. Р. Коваленко         |
| 2007      | Рустам Хамитович Равилов                                                                                  |
| 2006      | Сергей Александрович Ягников                                                                              |
| 2005      | Дмитрий Борисович Васильев                                                                                |
| 2004      | нет |
| 2003      | Виктор Алексеевич Ведерников                                                                              |
| 2002      | нет |
| 2001      | нет |
| 2000      | Александр Александрович Сулимов                                                                           |
| 1999      | Алексей Михайлович Ермаков                                                                                |
| 1998      | Владимир Никифорович Митин                                                                                |

## Одноимённые премии
Существует одноимённая российская медицинская премия, учреждённая Ассоциацией хирургов Республики Башкортостан. Премия вручается за лучшую хирургическую операцию в больницах республики.